# Coxina
Coxina es un género de lepidópteros perteneciente a la familia Noctuidae. Es originario de América

## Especies
- Coxina cinctipalpis Smith
- Coxina cymograpta Dognin 1914
- Coxina ensipalpis Druce
- Coxina ensipalpis Guenée 1852
- Coxina guinocha Schaus 1933
- Coxina hadenoides Guenée 1852
- Coxina plumbeola Hampson 1926
- Coxina thermeola Hampson 1926
- Coxina turibia Schaus 1934